# يوليوس رودنبيرغ
يوليوس رودنبيرغ (بالألمانية: Julius Rodenberg)‏ هو ناشر وكاتب وشاعر ألماني، ولد في 26 يونيو 1831 في رودنبرغ في ألمانيا، وتوفي في 11 يوليو 1914 في برلين في ألمانيا.

## وصلات خارجية
- يوليوس لافي على موقع ميوزك برينز (الإنجليزية)
- يوليوس لافي على موقع ديسكوغز (الإنجليزية)